# 北愛德華茲 (加利福尼亞州)
北愛德華茲（英語：North Edwards）是位於美國加利福尼亞州克恩縣的一個人口普查指定地區。

## 地理
北愛德華茲的座標為35°01′00″N 117°49′58″W / 35.01667°N 117.83278°W，而該地最高點為海拔高度699米（即2293英尺）。

## 人口
根據2010年美國人口普查的數據，北愛德華茲的面積為33.012平方千米，當中陸地面積為33.012平方千米，而水域面積為0.000平方千米。當地共有人口1058人，而人口密度為每平方千米32人。